# Suc
Suc era una comuna francesa que estaba situada en el departamento de Ariège, de la región de Occitania, que entre 1790 y 1794 se fusionó con la comuna de Sentenac, formando la comuna de Suc-et-Sentenac.

## Demografía
No constan datos demográficos de la comuna en el momento de su fusión.